# Apogon melanoproctus
Apogon melanoproctus es una especie de pez de la familia de los apogónidos en el orden de los perciformes. 

## Morfologa
Los machos pueden llegar a alcanzar los 4 cm de longitud total.

## Distribució´n geográfica
Se encuentran en Papúa Nueva Guinea y en las Islas Salomón.